# Laurent Hablot
Pour les articles homonymes, voir Hablot.
Laurent Hablot, né le 14 janvier 1972, est un enseignant-chercheur et historien français. Directeur d'études à l'École pratique des hautes études, il est spécialiste d'héraldique.

## Biographie

### Formation et carrière
Agrégé d'histoire, Laurent Hablot a soutenu une thèse intitulée Les devises et l’emblématique des princes en France et en Europe à la fin du Moyen Âge. Il est élu maître de conférences à l’Université de Poitiers en 2007, puis membre de l'École française de Rome en 2014. Il devient en 2016 directeur d'études de la IVe section à l'École pratique des hautes études, où il occupe la chaire d'emblématique occidentale, créée après le départ de Michel Pastoureau. Il enseigne l'emblématique à l'École nationale des chartes et à l'École du Louvre.

### Activité scientifique
Laurent Hablot est un promoteur actif des sciences auxiliaires de l'histoire. Il est le coordinateur de plusieurs bases de données scientifiques en ligne, permettant le catalogage de sources inédites. Il a ainsi fondé l'armorial monumental du Moyen Âge (ARMMA), la base numérique des sceaux conservés en France (SIGILLA) et la base sur l'emblématique européenne de la fin du Moyen Âge (DEVISE).
Auteur de nombreux ouvrages et articles scientifiques sur l'histoire du Moyen Âge, il reçoit en 2019 le prix Duchalais de l'Académie des inscriptions et belles-lettres pour son Manuel d’héraldique et d’emblématique médiévale,.
En 2022, Laurent Hablot devient commissaire d'une exposition internationale avec Le blason des temps nouveaux. Signes, couleurs et emblèmes dans la France de la Renaissance, organisée au Château d'Écouen,.

### Vulgarisation et activités associatives
Laurent Hablot est membre du bureau de la Société française d'héraldique et de sigillographie, membre de l'Académie internationale d'héraldique et membre associé de la Société des antiquaires de France.
En tant qu'héraldiste, il a dessiné les armoiries de plusieurs familles pour des textes scientifiques, ou destinés au grand public.
Laurent Hablot est impliqué dans la vie associative de la Nouvelle-Aquitaine : il a ainsi organisé des communications sur Jeanne d'Arc à Poitiers, a contribué à une exposition consacrée aux seigneurs de Parthenay et a été bénévole à l'Église Notre-Dame-la-Grande de Poitiers.

## Publications

### Ouvrages
- Manuel d’héraldique et d’emblématique médiévale, Tours, Presses universitaires François Rabelais, 2019 (prix Duchalais de l'Académie des inscriptions et belles-lettres)[16]
- Jeanne d'Arc. Sainte ou sorcière, Paris, Garnier (Ils ont fait la France), 2011

### Direction d’ouvrages
- Avec Thierry Crépin-Leblond et Anne Ritz-Guilbert, Le blason des temps nouveaux. Signes, emblèmes et couleurs dans la France de la Renaissance, Paris, Musée national de la Renaissance – château d’Écouen-In Fine éditions d’art, 2022
- Avec Claudia Rabel et François Jacquesson, Dans-atelier de Michel Past, 2022oureau, Tours, Presses universitaires François Rabelais (Iconotextes), 2021
- Avec Torsten Hiltmann, Heraldic Artists and Painters in the Middle Ages and Early Modern Times, Ostfildern, Thorbecke (Heraldic studies, 1), 2018
- Avec Laurent Vissière, Les paysages sonores du Moyen Age à la Renaissance, Rennes, Presses universitaires de Rennes (Histoire), 2015
- Avec Catalina Girbea et Raluca Radulescu, Marqueurs d’identité dans la littérature médiévale : mettre en signe l’individu et la famille (XIIe – XVe siècles), Turnhout, Brepols (Histoires de famille, 17), 2014
- Avec Martin Aurell et alii, Signes et couleurs des identités politiques du Moyen Âge à nos jours, Rennes, Presses universitaires de Rennes (Histoire), 2008